# Béguinage d'Aarschot
 (janvier 2017).
Si vous disposez d'ouvrages ou d'articles de référence ou si vous connaissez des sites web de qualité traitant du thème abordé ici, merci de compléter l'article en donnant les références utiles à sa vérifiabilité et en les liant à la section « Notes et références ».
Le béguinage d'Aarschot était un béguinage du Brabant flamand, situé à Aarschot, en Belgique. Il fut fondé au XIIIe siècle, ayant compté au XVIIIe siècle une centaine de béguines, fut détruit en 1944 et en partie reconstruit à l'identique.

## Historique

### XIIIesiècle: fondation
Fondé en 1259, grâce notamment à une donation de terrains par le duc Henri III de Brabant, le béguinage d’Aarschot, qui répond à un plan centré autour d’une place trapézoïdale, atteint assez rapidement une certaine prospérité, possédant même quelques métairies dans les villages avoisinants.

### XVIesiècle: sinistres
Plusieurs coups du sort frappent le béguinage, en particulier l’incendie de 1543 et la destruction de la ville en 1578, sous Charles le Téméraire.

### XVIIeetXVIIIesiècles: expansion
Le béguinage se rétablit, et même s’étend dans la première moitié du XVIIe siècle. Cette expansion, qui se poursuit tout au long du XVIIIe siècle, lui fait atteindre des effectifs d’une centaine de béguines.

### XIXesiècle: désacralisation
L'expansion est stoppée par l’arrivée des républicains français, qui abolissent le béguinage en 1797. Après le décès de la dernière béguine en 1856, le béguinage perd définitivement sa destination religieuse et devient la proie des projets urbanistiques de la municipalité, qui le transforme en logements et le fait percer de part en part, en sacrifiant l’église du début XVIIe siècle et le portail d’entrée, par une large avenue pour relier au centre-ville la gare nouvellement construite. De même, une rangée de maisonnettes bordant le côté nord est démolie.

## De nos jours
En 1944, ce qui reste alors du béguinage est entièrement détruit par un bombardement visant la gare, mais le côté est et sud sont reconstruits à l’identique, hormis le chaulage. Les maisons de la face ouest, en style traditionnel, qui datent du XVIIe siècle et forment la partie la plus pittoresque de ce site fortement amputé, sont restaurées en 2000.